# Овсієнко Тетяна Миколаївна
Тетяна Миколаївна Овсієнко (рос. Татьяна Николаевна Овсиенко; 22 жовтня 1966, Київ) — радянська і російська співачка, заслужена артистка Росії (2001). За національністю — українка. Внесена в базу сайту «Миротворець» за свідоме багаторазове порушення державного кордону України, а також за незаконну гастрольну діяльність на території окупованого росією Криму.

## Біографія
Народилася в сім'ї лаборанта Ганни Марківни і водія Миколи Михайловича; молодша сестра Вікторія (бізнесвумен).
У дитинстві майбутня співачка вчилася в музичній школі і виступала в дитячому ансамблі «Сонечко», який брав участь у передачі «Веселі нотки» на І-му каналі Центрального телебачення (Москва).
Закінчила Київський технікум готельного господарства (1987, фахівець з організації обслуговування в готелях). Працювала адміністратором в готелі «Братислава» в Києві. У 1988 році познайомилася з Наталією Ветлицькою, солісткою музичного гурту «Міраж», яка проживала у «Братиславі» під час гастролей. За пропозицією Наталії Ветлицької почала працювати в «Міражі» костюмером.
Після виходу з «Міражу» Наталі Ветлицької в кінці 1988 року Овсієнко стала солісткою групи. Як і більшість інших дівчат у групі, виступала під фонограму М. Суханкіної. Працювала в групі до кінця 1990 року, коли була замінена на нову солістку Катерину Болдишеву. Після відходу Тетяни Овсієнко з групи в пресі розгорнулася критика з приводу того, що всі солістки співали під фонограму іншої виконавиці. Оскільки «обличчям» групи була Овсієнко, вона стала головним об'єктом критики.
З 1991 року виступала зі своєю групою «Вояж»; випустила кілька музичних альбомів разом з автором пісень Віктором Чайкою. У цей період відбувається основний підйом популярності співачки. У 2004 році на фестивалі Авторадіо «Дискотека 80-х» виконала пісню групи «Міраж» «Музыка нас связала» своїм справжнім голосом. У 2008 році випускає новий альбом і нову пісню «Міражі», веде гастрольну діяльність.
Для творчості характерний оптимізм у змісті виконуваного матеріалу, підкреслення цінностей сімейного життя і щирих відносин між людьми (пісні «Всё хорошо», «Наш двор» тощо). За виступи перед ветеранами, у військових частинах і перед військовослужбовцями в місцях бойових дій нагороджена медаллю НАТО «За миротворчу діяльність» в Косово, медаллю «За військову доблесть» Міністерства оборони РФ і нагрудним знаком «За службу на Кавказі» Північно-Кавказького військового округу.

## Родина
Перший чоловік (1993—2007) — Володимир Дубовицький — продюсер
- Прийомний син Ігор. У 2015 році Ігор став батьком сина від дружини бразилійки.

Громадянський чоловік Олександр Меркулов (народ. 15.08.1966, Рязань).

## Дискографія
- «Красивая девчонка» (1991)
- «Капитан» (1993)
- «The best …» (1993)
- «Не суди» (1994)
- «Татьянин день» (1994)
- «Надо влюбиться» (1995)
- «За розовым морем» (1997)
- «Я буду лететь за тобой» (2000)
- «Река любви моей» (2001)
- «Золотой альбом» (2003)
- «Я не скажу прощай» (2004)
- «Лето» (2005)
- «Love Hurts» (сингл) (2006)
- «Время» (2013)

## Сингли
- Вояж любові
- Чайки
- Світло
- Захоплення
- Далекобійник
- Дворик на Тверській
- Вибери мене
- По п'ятах
- Пополам
- Дотик
- Це не серйозно
- День за днем
- Міражі
- Новий рік
- Забути тебе
- Дощ
- Замерзає річка
- Радість моя
- Клич мене
- Ти та я
- Чарівності тобою
- Біла хуртовина
- Ша ла ла
- Пропливають зірки повз
- Далеко
- Ще один крок
- Дороги долі
- Три Години